# Mordellistena freyi
Mordellistena freyi is een keversoort uit de familie spartelkevers (Mordellidae). De soort is voor het eerst wetenschappelijk beschreven door Ermisch.